# Agelena silvatica
Agelena silvatica là một loài nhện trong họ Agelenidae.
Loài này thuộc chi Agelena. Agelena silvatica được Oliger miêu tả năm 1983.